# Zig Ziglar
Zig Ziglar (6. listopadu 1926, Coffee County, USA – 28. listopadu 2012, Plano, USA) byl americký spisovatel. Živil se nejprve jako prodejce, později se stal motivačním řečníkem.
Ziglar se narodil jako desátý z 12 sourozenců. Když mu bylo šest let, během tří dnů mu zemřel otec a mladší sestra.
Během druhé světové války sloužil u amerického námořnictva. Poté studoval na univerzitě v Jižní Karolíně. V roce 1944 se seznámil se svou budoucí manželkou Jean, vzali se v závěru roku 1946. Měli spolu čtyři děti.
Ziglar pracoval jako prodejce pro řadu společností. V roce 1968 se stal viceprezidentem Automotive performance company a přestěhoval se do Dallasu v Texasu. Řadu let se zabýval motivací a účastnil se seminářů na související témata.
V roce 2007 spadl ze schodů a poté trpěl problémy s krátkodobou pamětí. Ještě v roce 2010 však stále cestoval a účastnil se motivačních seminářů. Byl příznivcem Republikánské strany, z jeho práce bylo také zřejmé jeho křesťanské přesvědčení (byl baptistou).
| „            | Co dosažením cílů získáte, není tolik důležité jako to, čím se v průběhu cesty k těmto cílům stanete. | “ |
| — Zig Ziglar | |   |